# 嶋正利
嶋正利（1943年8月22日—），日本微處理器設計專家，是世界第一顆商用微處理器——英特爾4004的設計者之一。曾任會津大學教授。

## 生平
1943年，嶋正利出生於靜岡市。1967年，自東北大學化學科畢業。
當時日本化學工業正在走下坡，所以在教授的建議之下，他選擇進入後來名爲必茲康的日本計算機販售株式會社擔任程式設計工作。由於他對寫商業領域的程式沒有興趣，同年10月請調至大阪的工廠負責計算器硬體開發，在那裏他學得了邏輯電路設計、電子電路佈局、系統匯流排、即時控制等硬體設計專業知識。

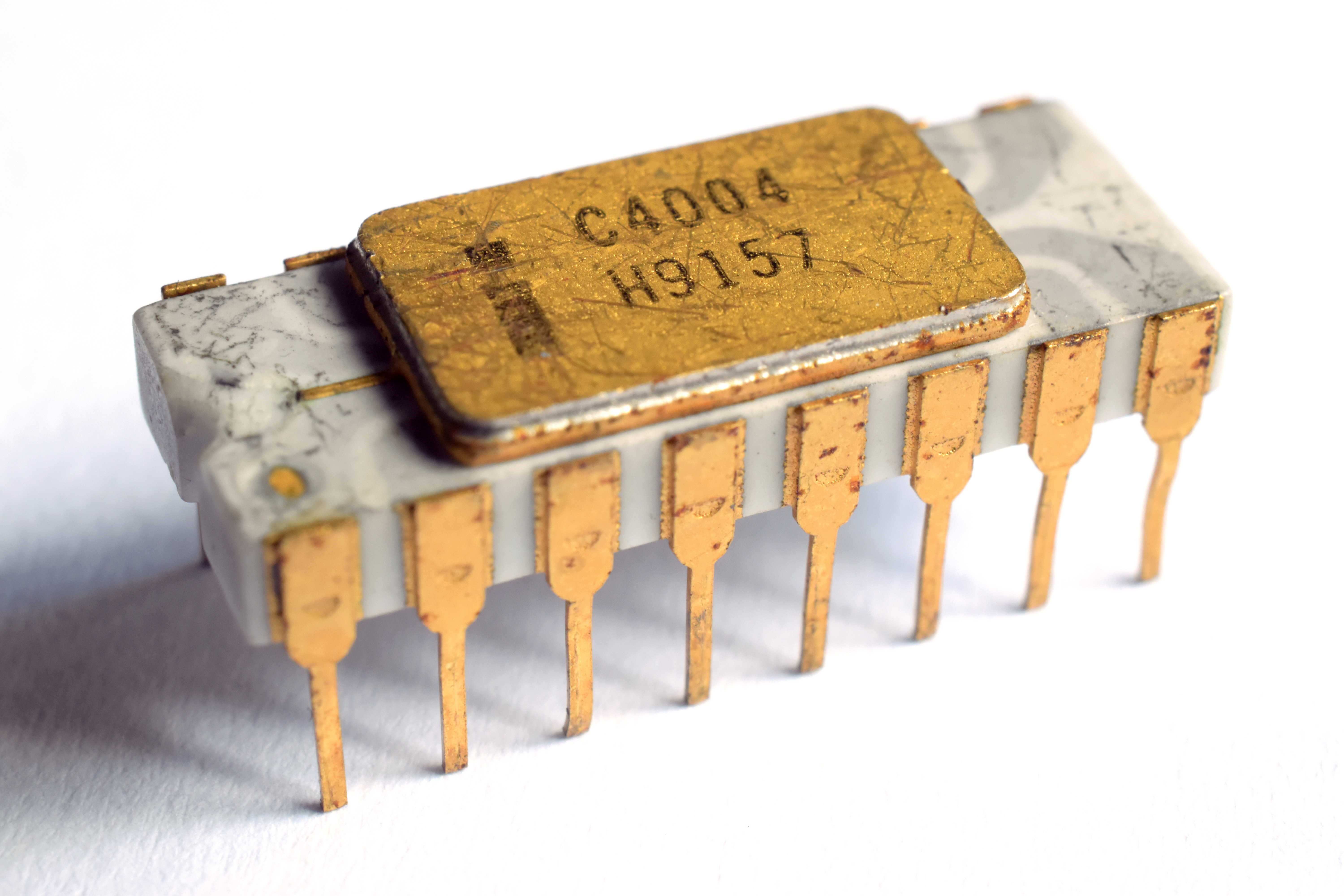
英特爾4004微處理器

1969年，必茲康公司決定委託美國英特爾公司採用大型積體電路的方案來爲新款的桌上型計算器（型號141-PF）開發一套12片各具不同功能的晶片；但是，英特爾工程師马尔西安·霍夫認爲該設計過於複雜，成本也過高。他提出一種整合且通用的解決方案，只要4個芯片就能完成必茲康原本12片才能完成的工作；但是，此一建議遭到必茲康反對，並派嶋正利到美國與英特爾的團隊進行磋商。經過一番周折，最終必茲康接受英特爾的方案，嶋正利也留在美國與英特爾的團隊共同開發，主要負責邏輯設計與模擬。最後，在與佛德里克·法金等人的努力之下，4000系列的4個晶片終於誕生，其中包括世界上第一個商用微處理器—4004。
在4004完成之後，嶋正利回到日本，替必茲康開發出全世界第一款使用微處理器的計算器。必茲康賣了10萬台該款計算器，並隨後用4004開發出電子收銀機、票據處理機，以及銀行自動櫃員機。後來，專注於計算器市場的必茲康遭遇財務危機；爲了節省成本，將4004於計算器應用之外的授權轉讓給英特爾。1971年11月15日，看好微處理器未來潛力的英特爾面向全球市場推出了4004微處理器。
幾乎就在此時，嶋正利加入理光公司工作一段短暫的時間，在那裏開發了一個高速印表機的控制器及磁鼓存儲器的生產測試儀。1972年，嶋正利受法金之邀加入英特爾公司，參與8080微處理器的開發設計。雖然他的邏輯設計能力很强，但是缺乏積體電路設計的經驗，對電晶體也陌生。不過，在法金的指導之下，他很快進入狀況，自我要求及學習能力也很强，最終8080的電晶體邏輯電路就是由他完成的。
1974年，法金離開英特爾創立Zilog；1975年，嶋正利加入Zilog。在法金的帶領之下，協同開發出Z80微處理器，其微架構的設計主要均由嶋正利完成；後來的Z8000微處理器的邏輯及物理實現也是由他主導完成。1980年，嶋正利因爲女兒的教育問題考慮回日本，正好英特爾想在日本成立開發中心，所以他接下此一工作，擔任該中心所長。1986年，他再次離開英特爾並成立VM技術公司，開發與英特爾x86處理器相容的產品——VM860（16位元）與VM8600（32位元）。
1991年，成立嶋正利有限公司。1992年，以論文〈微處理器硬體架構優化研究〉取得筑波大學工學博士學位。1997年，創辦托普斯公司，開發分散式運算微處理器。2000年起，在會津大學擔任教授，傳授微處理器開發技術，後於2004年退休。

## 榮譽
嶋正利因爲在微處理器領域的卓越貢獻而獲得許多榮譽：
- 京都獎（先端技術部門，1997年）——世界第一顆微處理器的開發，創造了一個新的產業，並對現代社會有無法計量的貢獻。[18]
- 日本情報處理學會FIT船井業績賞（2006年）——開發出世界第一顆微處理器，是微處理器的先驅，並對現代微處理器技術發展有極大貢獻。[19]
- 入選計算機歷史博物館名人堂（2009年）——與團隊開發出世界第一顆商用微處理器英特爾4004。[20]

- IEEE國際消費性電子會議工程卓越獎（2009年）[21][22]

## 著作
论文
- F. Faggin; M. Shima; M. E. Hoff; H. Feeney; S. Mazor. . 1972 IEEE Region Six (US Western Region) Conference. San Diego, CA: 1–6. 2007. 重新刊登在 . IEEE Solid-State Circuits Magazine. 2009-02-06, 1 (1): 55–60  [2016-11-03]. doi:10.1109/MSSC.2009.931980. （原始内容存档于2019-05-24）.
- M. Shima. . . Solid-State Circuits Conference. IEEE: 56–57. 1974-02-13  [2016-11-03]. doi:10.1109/ISSCC.1974.1155265. （原始内容存档于2021-02-25）.
- M. Shima. . IEEE Spectrum. 1979, 16 (7): 22–30  [2016-11-03]. doi:10.1109/MSPEC.1979.6368155. （原始内容存档于2020-03-29）.
- Arata Shinozaki; Masatoshi Shima; Minyi Guo; Mitsunori Kubo. . 21st International Conference on Advanced Networking and Applications. Niagara Falls, Ontario, Canada: IEEE: 893–900. 2007-05-21  [2016-11-03]. ISBN 0769528465. doi:10.1109/AINA.2007.96. （原始内容存档于2019-05-21）.

書籍
- . 岩波書店. 1987. ISBN 9784000060219 （日语）.
- . 日本経済新聞社. 1995. ISBN 9784532400668 （日语）.

## 注解與參考文獻
注解
1. ↑  日文原名，英文名。
2. ↑  日文原名，英文名。

引用來源
1. 1 2 3 4  . コンピュータ博物館. 情報処理学会. 2003-08-29  [2016-11-02]. （原始内容存档于2020-08-21） （日语）.
2. ↑  Masatoshi Shima. . Engineering and Technology History Wiki.  與William Aspray的访谈 (IEEE History Center). 1994-05-17  [2016-11-02]. （原始内容存档于2021-02-27）.
3. 1 2 3  Federico Faggin.  (PDF).  與Gardner Hendrie的访谈. Computer History Museum. 2006  [2016-11-02]. （原始内容 (PDF)存档于2017-01-10）.
4. ↑  Federico Faggin. . Byte. 1992, 17 (3).
5. ↑  >Michael Kanellos. . ZDNet. 2001-11-15  [2016-11-02]. （原始内容存档于2002-12-22） （日语）.
6. 1 2  Masatoshi Shima. . Mannerisms Blog. Electronics Weekly. 2008-07-18  [2016-11-02]. （原始内容存档于2019-05-22）.
7. ↑  Gerard J. Tellis; Peter N. Golder. . Los Angeles, CA: Figueroa Press. 2006-08-23. ISBN 9781932800258. OCLC 918492535.
8. ↑  大卫·卡普兰. . 由刘骏杰翻译. 中国商业出版社. 2013-01-21. ISBN 9787504479075.
9. ↑  Roy A. Allan.  (PDF). Allan Publishing. 2001  [2016-11-03]. ISBN 9780968910801. （原始内容 (PDF)存档于2018-07-14）.
10. ↑  Masatoshi Shima. . IEEE Solid-State Circuits Magazine. 2009-02-06, 1 (1)  [2016-11-02]. ISSN 1943-0582. doi:10.1109/MSSC.2008.930946. （原始内容存档于2019-05-21）.
11. ↑  Steve Bisset; Federico Faggin; Hal Feeney; Ed Gelbach; Ted Hoff; Stan Mazor; Masatoshi Shima.  (PDF).  與Gardner Hendrie的访谈. Computer History Museum. 2007-04-26  [2016-11-02]. （原始内容存档 (PDF)于2020-11-30）.
12. ↑  . InfoWorld. Vol. 4 no. 47 (Palo Alto, CA: Popular Computing Inc.). 1982-11-29: 58–60  [2016-11-03]. ISSN 0199-6649. （原始内容存档于2019-05-19）.
13. ↑  Masatoshi Shima; Federico Faggin; Ralph Ungermann. . Electronics (New York: McGraw–Hill). 1976-08-19, 49 (17): 32–33.
14. ↑  David Manners. . Mannerisms Blog. Electronics Weekly. 2008-08-29  [2016-11-02]. （原始内容存档于2019-05-21）.
15. ↑  嶋正利.  (学位论文). 筑波大学. 1992  [2016-11-02] （日语）.
16. ↑  泉谷渉. . 電子デバイス産業新聞. 産業タイムズ社. 2013-02-18  [2016-11-02]. （原始内容存档于2020-12-02） （日语）.
17. ↑  . Hall of Fellow. Computer History Museum.   [2016-11-02]. （原始内容存档于2019-07-03）.
18. ↑  . 京都賞.   [2016-11-02]. （原始内容存档于2020-04-23） （日语）.
19. ↑  . 情報処理学会.   [2016-11-02]. （原始内容存档于2020-08-21） （日语）.
20. ↑  . Hall of Fellows. Computer History Museum.   [2016-1102]. （原始内容存档于2019-07-03）.
21. ↑  . IEEE Consumer Electronics Society.   [2016-11-02]. （原始内容存档于2016-11-04）.
22. ↑  . Kyoto, Japan. 2009-05-25  [2016-11-03]. doi:10.1109/ISCE.2009.5156802. （原始内容存档于2019-05-23）.

## 延伸閲讀
- F. Faggin; M.E. Hoff; S. Mazor; M. Shima. . IEEE Micro (IEEE). 1996, 16 (6): 10–20  [2016-11-03]. ISSN 0272-1732. doi:10.1109/40.546561. （原始内容存档于2021-02-25）.
- Michael J. Miller. . PCMag. 2014-12-16  [2016-11-03]. （原始内容存档于2016-10-25）.
- . Intel.   [2016-11-03]. （原始内容存档于2021-03-07）.

## 外部連結
- YouTube上的2009 Fellow Awards，2009年IEEE國際消費性電子會議工程卓越獎頒獎典禮。
- YouTube上的Intel 4004 Microprocessor 35th Anniversary，英特爾4004微處理器35週年紀念式。
- 古董計算器網上博物館 （页面存档备份，存于）的Busicom 141-PF and Intel 4004 （页面存档备份，存于），嶋正利用4004處理器開發必茲康141-PF計算器的故事及大量照片。